# Gurmit Singh Kullar
Gurmit Singh Kullar (Jullundur, Britanska Indija, 1907. — 4. veljače 1992. je bivši indijski hokejaš na travi. Rodom je bio iz sikhske obitelji.
Osvojio je zlatno odličje na hokejaškom turniru na Olimpijskim igrama 1932. u Los Angelesu igrajući za Britansku Indiju. Odigrao je dva susreta na mjestu napadača i postigao je osam pogodaka.

## Vanjske poveznice
- Profil na Database Olympics
- (engl.) Sikhs in Hockey at Olympic Games